# Ecchi
Ecchi (エッチ en katakana?, pronunciado etchi) es un argot de la lengua japonesa que adopta la "H" de la palabra hentai (変態?  pervertido) del alfabeto latino para hacer referencia a la conducta lasciva.

Dibujo que contiene los elementos más comunes del género ecchi.

- Como adjetivo, tiene el significado de "mañoso", "lascivo" o "sexy", similar a iyarashii (厭らしい obsceno?, lascivo).[2]

- Como verbo, ecchi suru (エッチする hacer etchi?) tiene el significado de "tener sexo".[3]

- Como sustantivo, se usa para describir a alguien que se ve lujurioso, es similar en significado a ero (エロ erótico?) pero no implica la perversión como lo hace la palabra hentai.

## Concepto en el anime

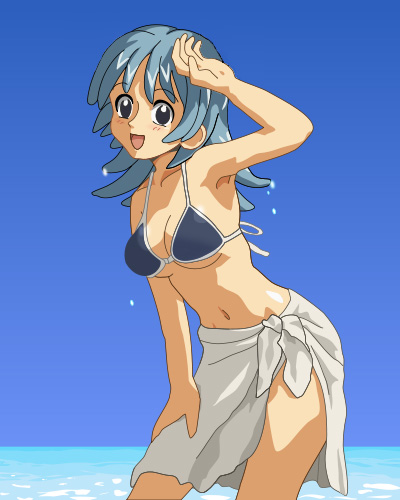
Ilustración de Wikipe-tan en bikini. Este estilo se utiliza en el fan service, un concepto relacionado con el género ecchi.

La palabra ecchi ha sido adoptada por los fanáticos del anime para describir obras con matices sexuales. En Japón, la palabra ecchi se utiliza a menudo para describir la conducta de una persona, pero en el fandom se utiliza para referirse al softcore o sexualidad lúdica, en contraposición a la palabra hentai que connota ya un grado avanzado de perversión o fetichismo. Las obras descritas como ecchi no muestran relaciones sexuales o genitales. Pero la temática sexual se insinúa, dejando el resto a la imaginación del espectador. Un tema del ecchi es el fan service, y se puede encontrar en la comedia manga/anime shōnen, seinen y harem.

## Ejemplos típicos
Son muchas las posibilidades al momento de clasificar una obra como ecchi, pero estos elementos tienen que ocurrir muy a menudo (por ejemplo, en todos los episodios de un anime).
Las características típicas incluyen:

### Desnudez
Gráficamente hablando, se utilizan diferentes técnicas para mostrar imágenes sensuales, por lo general, al revelar partes del cuerpo de la mujer. Varía fuertemente entre las obras, debido a los destinatarios previstos y las preferencias de los autores, si el nivel de desnudez y aparición es en demasía debería clasificarse como fan service.
Algunos de estos patrones recurrentes son: 
- Escenas de una ducha o escenas de lucha en el que la ropa se rompe por las armas, magia o simple forcejeo. Ya sea en la espalda, los glúteos o incluso los senos y panchira (situación en donde la prenda interior de una mujer es visible).
- La imaginación de los personajes es también una excusa común para mostrar desnudez.
- Escenas de transformación de las chicas mágicas.
- Desnudos ocasionales (en el caso femenino incluye los senos), pero la zona genital no se muestra o se recurre al panchira.
- Escasa ropa, trajes de baño con líneas que muestran la entrepierna (en ocasiones, cameltoe) y los costados de los senos.

- También es usado para describir a una persona parcialmente desnuda.

Al final, cualquier excusa es válida para mostrar un carácter parcial o completamente desnudo.

### Censura

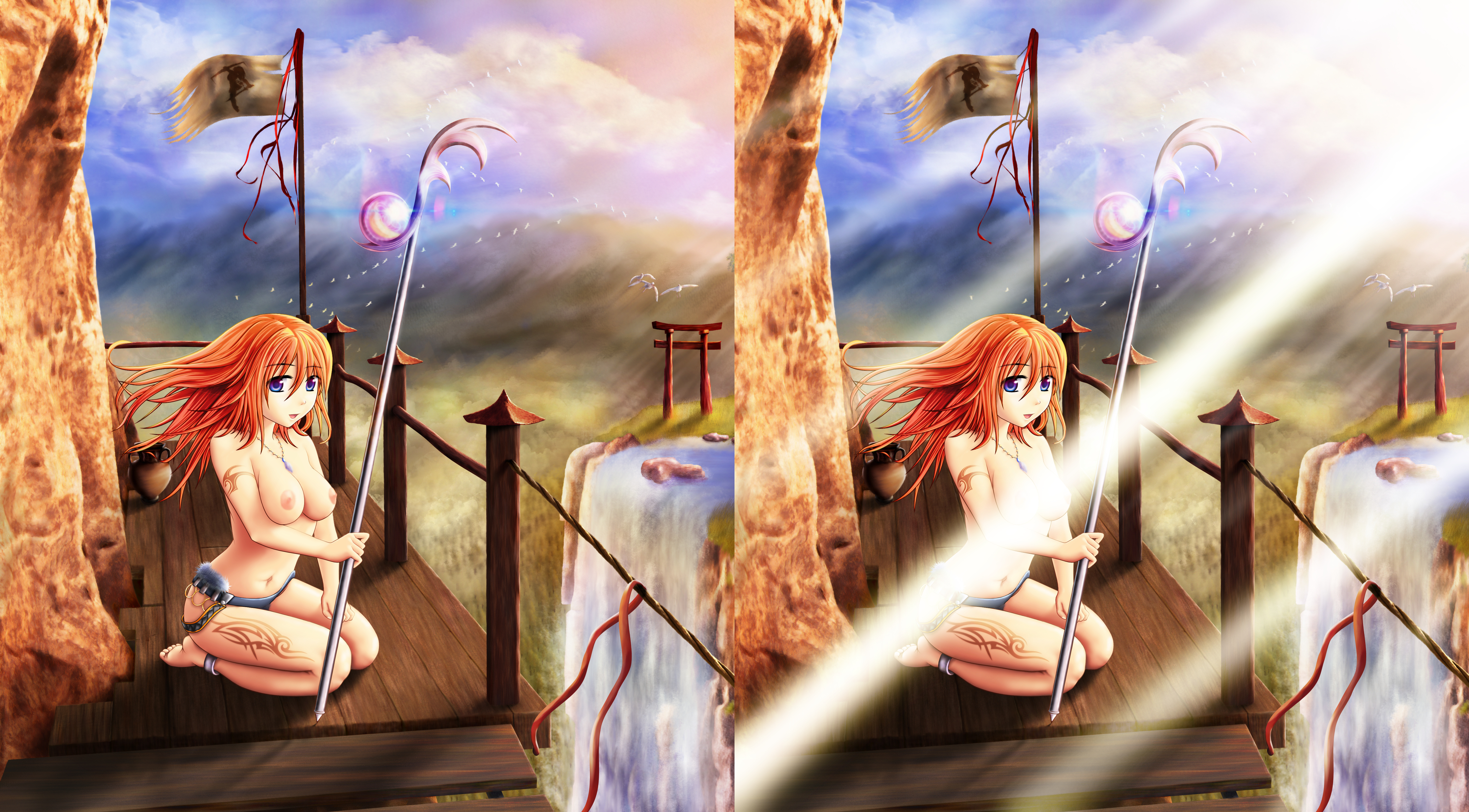
Censurar usando rayos de luz artificial es un método común para ocultar algunos elementos en el anime. El grado de censura puede variar mucho entre las estaciones de televisión, incluso entre aquellas que emiten la serie al mismo tiempo.

Debido a la ley de censura aprobada en Japón en julio de 2011, no se puede mostrar desnudos de ningún tipo en la televisión abierta. Es aceptable en el vídeo casero, pero en ningún momento (incluyendo la pornografía) se podrá mostrar los genitales.